# Hermann Huppen

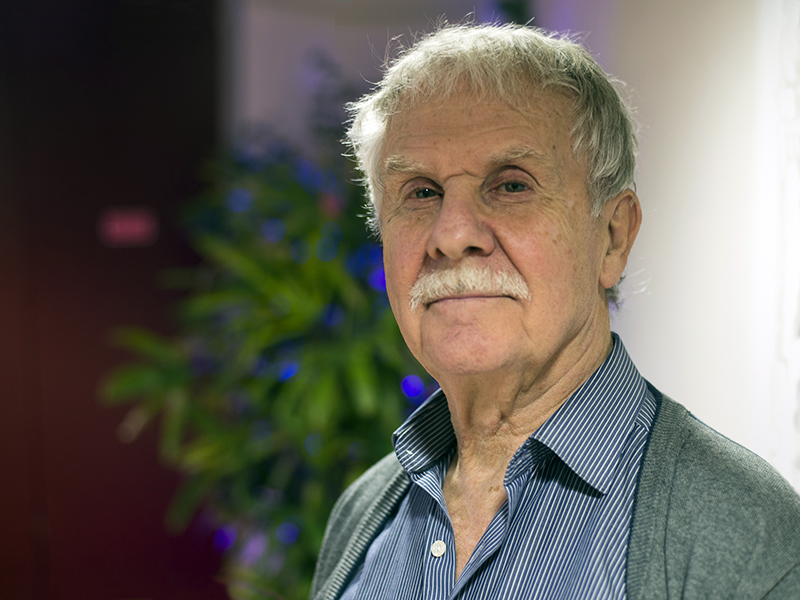
Hermann Huppen 2017

Hermann Huppen (ur. 17 lipca 1938 w Bévercé) – belgijski autor komiksów. Tworzy pod pseudonimem Hermann. 

## Biografia i twórczość
Hermann urodził się w 1938 r. w Bévercé (obecnie część Malmedy) w Prowincji Liège. 
Zadebiutował jako twórca komiksowy czterostronicową historią w 1964 r. we francusko-belgijskim magazynie „Spirou”. Michel Greg dostrzegł jego talent i zaproponował mu pracę w swojej pracowni. W 1966 r. Hermann rozpoczął rysowanie serii Bernard Prince napisanej przez Grega. W 1969 r., również we współpracy z Gregiem, zaczął ilustrowanie westernowej serii Comanche.
Hermann zaczął pisać scenariusze do własnych historii w 1977 roku, począwszy od postapokaliptycznej serii Jeremiah, która wciąż jest wydawana. W tym samym okresie stworzył też albumy z Nick, inspirowanej komiksem Little Nemo in Slumebrland Winsora McCaya. W 1983 r. Hermann rozpoczął pracę nad serią Wieże Bois-Maury, osadzonej w realiach średniowiecza.
Hermann stworzył również wiele powieści graficznych (m.in. Krwawe gody z 2000 r. do scenariusza Jeana Van Hamme’a).
Styl Hermanna charakteryzuje się realizmem zarówno w warstwie plastycznej, jak i fabularnej. Historie opowiedziane w jego komiksach są ponure i przesycone poczuciem rozczarowania ludźmi.